# TSC Astoria Tübingen
Die Tanzsportclub Astoria Tübingen e.V. war ein Tanzsportverein in Tübingen. Der Verein wurde am 27. Oktober 1980 gegründet. Er war in erster Linie im Bereich Turniertanz mit Einzelpaaren in den Standard- und Lateintänzen aktiv. Darüber hinaus verfügte der Verein bis 2002 über mehrere Standard- und Lateinformationen und war zuletzt mit zwei Standardformationen in der 1. Bundesliga Standard vertreten. Im Jahr 2002 zog der TSC Astoria Tübingen seine Formationen aus dem Turniergeschehen zurück und schloss die Sparte Formationstanzen.
Zum TSC Astoria Tübingen gehörten auch die Zweigvereine TSC Astoria Mössingen (gegründet am 12. November 1994) und TSC Astoria Kirchheim (gegründet am 13. November 1995).
Der TSC Astoria Tübingen war seit 1988 Ausrichter der Tübinger Tanzsporttage (TüTaTa), die sich im Laufe der Jahre zu einem erfolgreichen Tanzturnier mit zuletzt fast 1000 angemeldeten Paaren entwickelten.

## Lateinformationen
Die erste Lateinformation des TSC Astoria Tübingen startete in der Saison 1985/1986 in der Regionalliga Süd Latein. Bis 1990 folgten noch zwei weitere Lateinteams, die ebenfalls zu Ligawettkämpfen starteten.
In der Saison 1992/1993 gelang dem A-Team des TSC Astoria Tübingen der Aufstieg in die 2. Bundesliga Latein, wo die Mannschaft die folgenden zwei Saisons tanzte. 1996/1997 und 1997/1998 tanzte das Team wieder in der Regionalliga Süd Latein und schloss die Saison jeweils mit einem 2. bzw. 1. Platz ab. In den anschließenden Aufstiegsturnieren erreichte es dann jeweils den 4. Platz.
Nach dem Abstieg aus der Regionalliga Süd Latein am Ende der Saison 1998/1999 stieg die Mannschaft nach einer Saison in die Oberliga Süd Latein in die Landesliga Süd Latein ab. Dort trat die Mannschaft in der Saison 2000/2001 nicht wieder an.

## Standardformationen
Im September 1992 wurde im TSC Astoria Tübingen die erste Standardformation gegründet. Bereits in der ersten Saison konnte das Team, das in der Regionalliga Süd Standard startete, den 1. Platz der Liga belegen und stieg in die 2. Bundesliga Standard auf. Auch die 2. Bundesliga Standard kann das Team auf Anhieb gewinnen und stieg in die 1. Bundesliga Standard auf.
Von der Saison 1994/1995 bis zum Rückzug des TSC Astoria Tübingen aus dem Turniergeschehen im Jahr 2002 tanzte das A-Team des Clubs ununterbrochen in der 1. Bundesliga Standard.
Im April 1994 wurde mit dem B-Team eine zweite Standardformation gegründet, im Oktober des Jahres folgte das C-Team. Beide Teams starteten zunächst in der Oberliga Süd Standard. Dem B-Team gelang bereits in der ersten Saison 1994/1995 der Aufstieg in die Regionalliga Süd Standard, das C-Team stieg in der Saison 1995/1996 in die Regionalliga Süd auf. In der Saison 1996/1997 belegten B- und C-Team des TSC Astoria Tübingen den 1. und 2. Platz der Regionalliga Süd, im Aufstiegsturnier zur 2. Bundesliga Standard erreichte das B-Team dann den 1. Platz und stieg damit in die 2. Bundesliga auf, das C-Team erreichte den 3. Platz.
In der Saison 1997/1998 dann belegte das C-Team den 1. Platz der Regionalliga Süd und stieg nach Erreichen des 2. Platzes im Aufstiegsturnier 1998 ebenfalls in die 2. Bundesliga auf. Im November 1998 wurde das D-Team im TSC Astoria Tübingen gegründet, das in der Saison 1999/2000 in der Oberliga Süd Standard antrat.
In der Saison 2000/2001 schließlich erreichte das B-Team des TSC Astoria Tübingen mit dem 2. Platz in der 2. Bundesliga Standard den Aufstieg in die 1. Bundesliga, in der der Verein in der Saison 2001/2002 somit mit zwei Teams, dem A- und dem B-Team, vertreten war. Das C-Team qualifizierte sich in der Saison 2001/2002 mit dem 3. Platz in der Regionalliga Süd (punktgleich mit dem A-Team des Blau-Gold Casino Mannheim) zur Teilnahme am Aufstiegsturnier zur 2. Bundesliga, verzichtete aber auf eine Teilnahme, weil einige der Paare ins A- bzw. B-Team des Vereins wechseln sollten und somit eine teilweise unerfahrene Mannschaft sich hätte in der 2. Bundesliga behaupten müssen.

## Rückzug der Formationen
Im Sommer 2002 beschloss der Vereinsausschuss des TSC Astoria Tübingen, die Sparte Formationstanzen zu schließen und alle drei zu der Zeit bestehenden Formationen (A- und B-Team Standard in der Bundesliga und C-Team Standard in der Regionalliga) nicht mehr zu Ligawettkämpfen antreten zu lassen.
Als Gründe für den Rückzug wurden unter anderem die fehlende Nutzbarkeit der geplanten TüArena für den Tanzsport, das Fehlen von Trainingsmöglichkeiten im Tübinger Raum und der Fortgang mehrerer aktiven Tänzer zum 1. TC Ludwigsburg in den vergangenen Jahren genannt. Weiterhin würde der bisherige Trainer und Choreograph des A- und B-Teams, Fikret Bilge, auf dessen Tätigkeit das Formationskonzept des Vereins beruhte, dem Verein nur noch eingeschränkt zur Verfügung stehen.
Durch den Rückzug der beiden Mannschaften aus der 1. Bundesliga Standard rückten für die Saison 2002/2003 die dritt- und viertplatzierten Mannschaften aus der 2. Bundesliga Standard, das A-Team des TC Rot-Weiss Casino Mainz und das A-Team des TC Der Frankfurter Kreis in die 1. Bundesliga nach.